# Blasons i escuts d'Ares dels Oms
Els blasons i escuts d'Ares dels Oms, que es troben distribuïts per diferents llocs de la  població, són bé d'interès cultural, inscrits mitjançant declaració genèrica.

## Ubicació
Als carrers d'Ares dels Oms es troben habitatges amb arcs de pedra del segle xvi, típiques en la població.
Al carrer de la Sang es troba una resta dels murs de la derruïda Casa Abadia on podem apreciar l'arc i l'escut heràldic que presidia adés aquest habitatge i enfront de l'Ermita de la Sang del Sant Crist. Declarada bé d'interès cultural, es creu que és molt anterior al segle xvii, encara que així figuri en la mènsula.
La Casa de la Balconada de Cantonada o Casa dels Monterde, al carrer Cavallers (antic carrer de la noblesa) és d'assenyalar pel seu balcó del segle xviii, situat a la casa del recaptador d'impostos anomenada en la seva època Casa dels Monterde, i que en l'actualitat està dividida en tres habitatges i és de propietat privada. Balcó típicament aragonès, exemple de la repoblació d'Aras després de la reconquesta de Jaume I amb aragonesos. Està rematat a la paret per un escut de pedra massissa. L'interior de l'habitació del balcó de cantonada està decorat en estil isabelí.
També al carrer Cavallers es pot veure un escut modern (porta data de 1819), pel que sembla ceràmic, de la família Martínez de la Raga que, encara que molt esquemàtic i desvirtuat amb les casernes canviades, es correspon amb altres més antics del llinatge, llaurats en pedra, en diferents edificis que els pertanyien. Les cases blasonades es troben també al carrer de la Font Gran.